# Voorgoed voorbij
Chansons représentant les Pays-Bas au Concours Eurovision de la chanson
De vogels van Holland
(1956) Net als toen
(1957)
Voorgoed voorbij (« Fini à jamais ») est la deuxième chanson, après De vogels van Holland, représentant les Pays-Bas au tout premier Concours Eurovision de la chanson, en 1956 (la seule édition à permettre deux chansons par pays), interprétée par la chanteuse néerlandaise Corry Brokken et dirigée par Fernando Paggi. L'évènement se déroulait à Lugano, en Suisse.
Elle est intégralement interprétée en néerlandais, langue nationale, comme le veut la coutume avant 1966.
Il s'agit de la huitième chanson interprétée lors de la soirée, après Franca Raimondi qui représentait l'Italie avec Aprite le finestre et avant Lys Assia qui représentait la Suisse avec la chanson gagnante Refrain. Le tableau d'affichage pour ce concours n'a jamais été rendu public, il est donc impossible de dire avec certitude comment la chanson s'est classée, seule la chanson gagnante fut annoncée,.
C'est une chanson typique des premières années du concours. Brokken chante à un ancien amant, elle lui demande si leur relation est « finie à jamais ». Elle explique qu'elle a pris l'amour trop au sérieux.
Corry Brokken est revenue au Concours Eurovision de la chanson l'année suivante en 1957 avec la chanson lauréate Net als toen et en 1958 avec Heel de wereld.